# Марина Лазаревић
Марина Лазаревић (Београд, 3. јануар 1980) српска је гласовна глумица. Играла је у серијама „Горки плодови” и „Улица липа”, као и многим позоришним представама.

## Биографија
Завршила је средњу Балетску школу „Лујо Давичо“ у Београду и нижу музичку (клавир и кларинет).
Дипломирала је на Факултету драмских уметности у Београду, у класи професорке Биљане Машић. Студирала је и руски језик на Филолошком факултету у Београду. Млађа је сестра глумице Нине Линте Лазаревић.
Од 2003. године наступа у београдским позориштима: у Народном позоришту, Позоришту „Душко Радовић”, Дадову и другим. Тренутно је ангажована у Позоришту Тимочке крајине „Зоран Радмиловић” у Зајечару.

## Филмографија
| Год.     | Назив                  | Улога                |
| -------- | ---------------------- | -------------------- |
| 2000.-те |                        |                      |
| 2008.    | Горки плодови (серија) | Љубинка              |
| 2009.    | Мансарда (серија)      |                      |
| 2010.-те |                        |                      |
| 2011.    | У мраку                | A girl               |
| 2015.    | Улица липа (серија)    | Продавачица у бутику |